# Brückenviertel (Wertheim)
Brückenviertel ist ein auf der Gemarkung der Kernstadt Wertheim aufgegangener Wohnplatz im Main-Tauber-Kreis in Baden-Württemberg.

## Geschichte
Der Wohnplatz Brückenviertel ist um 1970 in der Kernstadt Wertheim aufgegangen.

## Kultur und Sehenswürdigkeiten

### Kulturdenkmale
Kulturdenkmale in der Nähe des Wohnplatzes sind in der Liste der Kulturdenkmale in Wertheim verzeichnet.

### Spitzer Turm
Der Spitze Turm wurde im Tauberviertel als Wach- und Wartturm errichtet und steht unter Denkmalschutz.

### Synagogen im Brückenviertel
Im Brückenviertel wurde nach der Wiederaufnahme der Juden im Jahre 1449 in der Nähe des spitzen Turms die dritte Wertheimer Synagoge errichtet. Sie lag innerhalb der Stadtmauern und wurde in den Jahren 1592/93 erneut gebaut. Der fünfte Wertheimer Synagogenbau stammte von 1798/99 und befand sich an derselben Stelle wie ihre zwei Vorgängerbauten (⊙).

## Verkehr
Der Ort ist über die L 506 (Rechte Tauberstraße) zu erreichen. Die Tauberbrücke und die Brückengasse befinden sich vor Ort.